# Aurèle Vandeputte
Aurèle Vandeputte (* 14. Mai 1995 in Brügge) ist ein belgischer Mittelstreckenläufer, der sich auf die 800-Meter-Distanz spezialisiert hat.

## Sportliche Laufbahn
Erste internationale Erfahrungen sammelte Aurèle Vandeputte im Jahr 2014, als er bei den Juniorenweltmeisterschaften in Eugene mit 1:51,57 min im Halbfinale über 800 Meter ausschied. Im Jahr darauf schied er bei den U23-Europameisterschaften in Tallinn mit 1:51,08 min im Vorlauf aus und auch bei den Halleneuropameisterschaften in Toruń kam er mit 1:50,30 min nicht über die erste Runde hinaus. Im Jahr darauf startete er bei den Hallenweltmeisterschaften in Belgrad und verpasste dort mit 1:49,59 min den Finaleinzug. Im August schied er bei den Europameisterschaften in München mit 1:48,46 min in der ersten Runde aus. 2023 kam er bei den Halleneuropameisterschaften in Istanbul mit 1:49,48 min nicht über den Vorlauf über 800 Meter hinaus.
2015 wurde Vandeputte belgischer Meister im 800-Meter-Lauf im Freien sowie 2020 in der Halle.

## Persönliche Bestzeiten
- 800 Meter: 1:45,49 min, 3. September 2021 in Brüssel
  - 800 Meter (Halle): 1:46,49 min, 26. Februar 2022 in Louvain-la-Neuve